# Pseudonapomyza lacteipennis
Pseudonapomyza lacteipennis är en tvåvingeart som först beskrevs av Malloch 1913.  Pseudonapomyza lacteipennis ingår i släktet Pseudonapomyza och familjen minerarflugor. Arten har ej påträffats i Sverige. Inga underarter finns listade i Catalogue of Life.